# Marsing
Marsing és una població dels Estats Units a l'estat d'Idaho. Segons el cens del 2000 tenia 890 habitants.

## Demografia
Segons el cens del 2000, Marsing tenia 890 habitants, 332 habitatges, i 235 famílies. La densitat de població era de 512,9 habitants/km².
Dels 332 habitatges en un 32,8% hi vivien nens de menys de 18 anys, en un 52,7% hi vivien parelles casades, en un 14,5% dones solteres, i en un 29,2% no eren unitats familiars. En el 24,4% dels habitatges hi vivien persones soles el 12% de les quals corresponia a persones de 65 anys o més que vivien soles. El nombre mitjà de persones vivint en cada habitatge era de 2,68 i el nombre mitjà de persones que vivien en cada família era de 3,24.
Per edats la població es repartia de la següent manera: un 29% tenia menys de 18 anys, un 10,2% entre 18 i 24, un 24,6% entre 25 i 44, un 19,3% de 45 a 60 i un 16,9% 65 anys o més.
L'edat mediana era de 35 anys. Per cada 100 dones de 18 o més anys hi havia 94,5 homes.
La renda mediana per habitatge era de 27.639 $ i la renda mediana per família de 32.667 $. Els homes tenien una renda mediana de 23.036 $ mentre que les dones 16.786 $. La renda per capita de la població era de 13.273 $. Aproximadament el 12,5% de les famílies i el 17% de la població estaven per davall del llindar de pobresa.

## Poblacions més properes
El següent diagrama mostra les poblacions més properes.